# IMAX

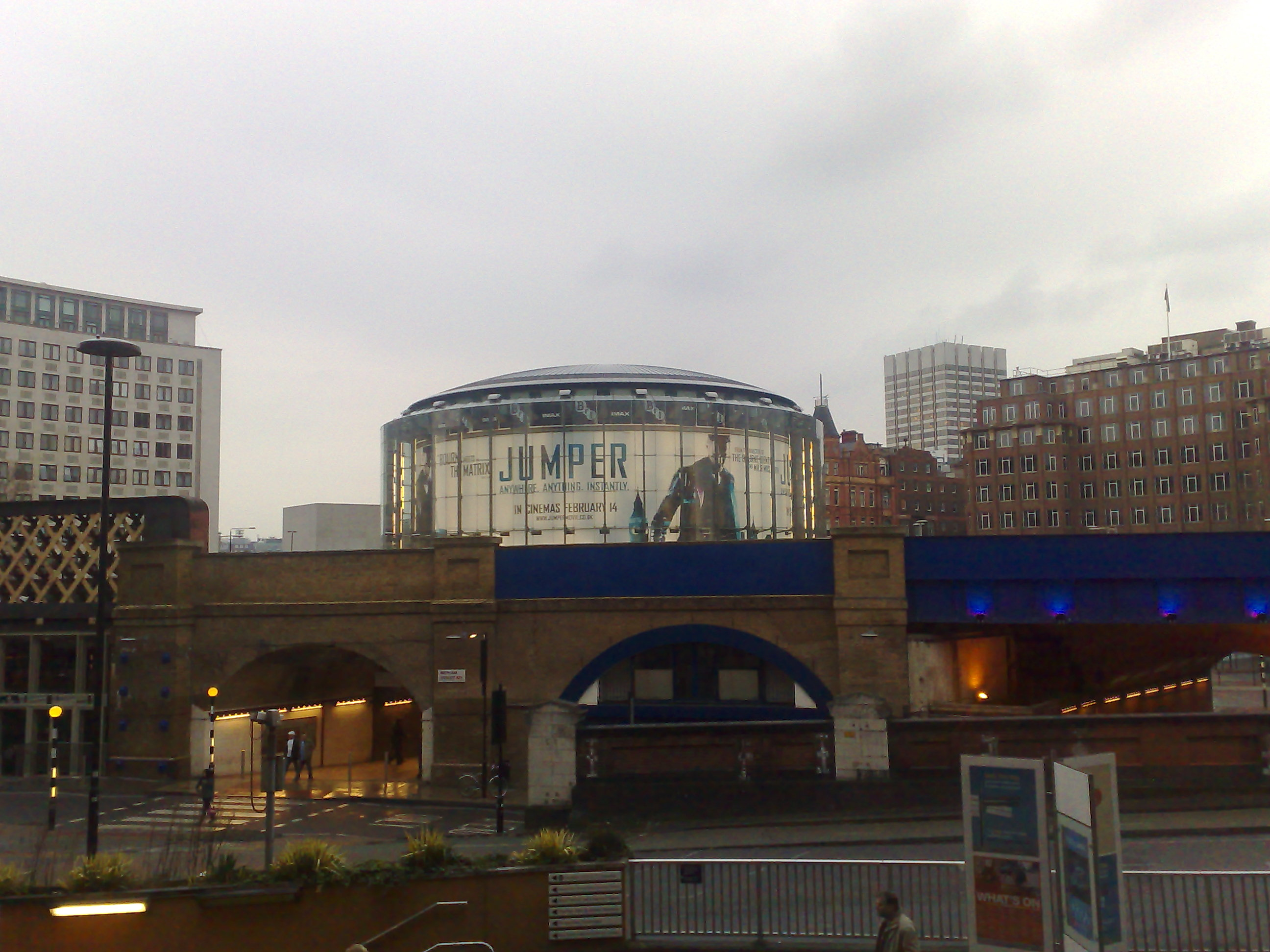
Кінотеатр BFI London IMAX

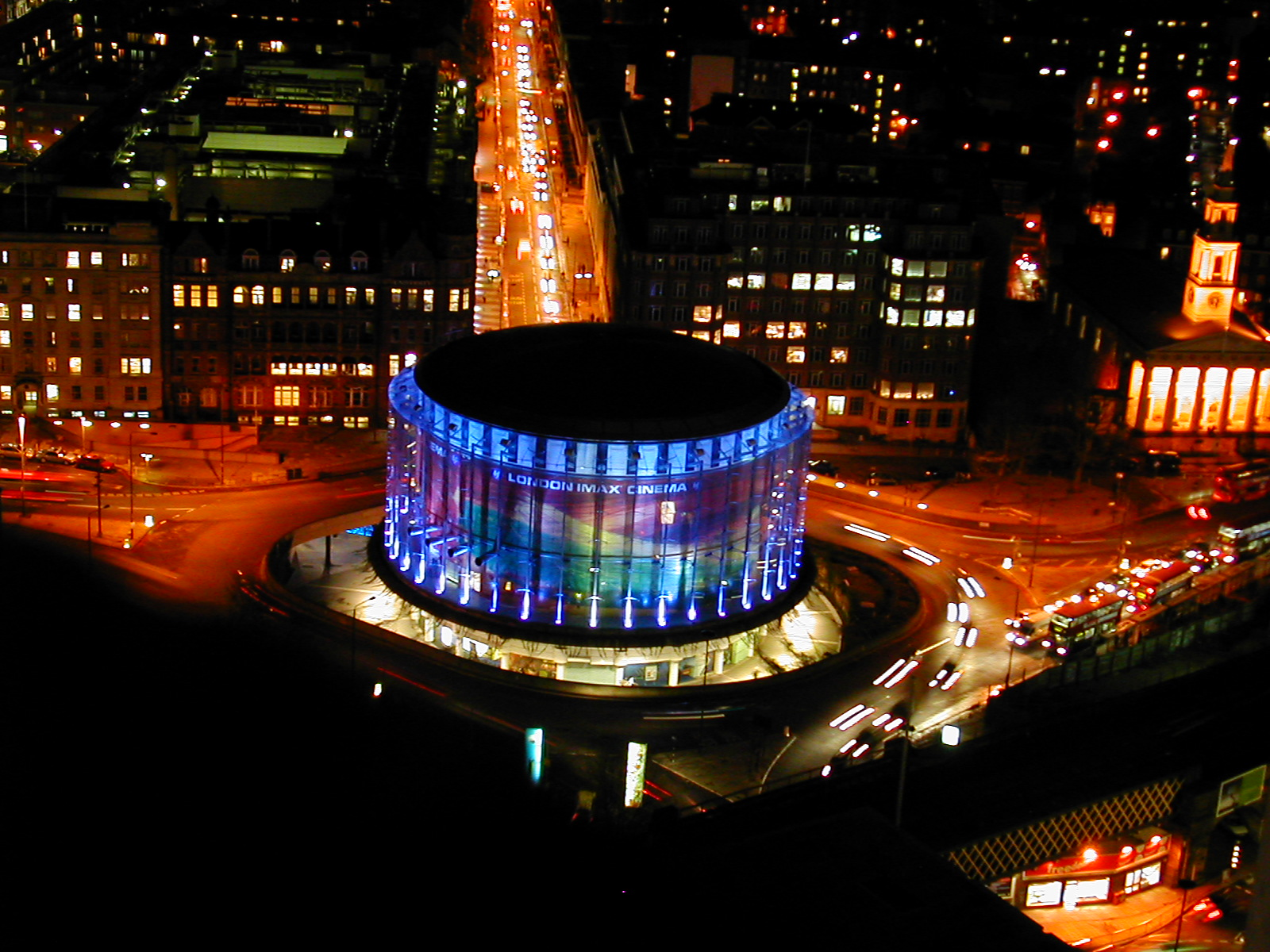
Кінотеатр BFI London IMAX вночі

IMAX(скорочення від Image MAXimum) — формат фільмів, розроблений канадською компанією IMAX Corporation. Розрахований на відтворення стрічок значно більшого розміру та роздільної здатності ніж звичайні кінотеатри. Стандартний розмір IMAX-екрана становить 22 метри в ширину та 16,1 метра у висоту, але може бути й більшим. Покриття екрана латексне або металізоване. Це дозволяє зробити зображення більш яскравим та контрастним, ніж у звичайному кінотеатрі. Через особливе розташування рядів в кінозалі та форму самого екрану зображення заповнює всю зону видимості, створюючи максимальний ефект присутності.
Кінотеатри IMAX розташовуються в комерційних центрах, а також в деяких найпрестижніших навчальних закладах і розважальних центрах по всьому світу. З моменту відкриття першого кінотеатру IMAX в 1970 році більше за один мільярд людей змогли насолодитися переглядом фільмів в кінотеатрах IMAX. За даними на 30 вересня 2012 р. загальна кількість кінотеатрів IMAX склала 689 (556 комерційних/ 113 некомерційних) в 52 країнах світу.
Фільми також можуть бути відтворені в 3D за допомогою технології IMAX 3D. Найбільший у світі IMAX 3D кінотеатр Prasads IMAX в Індії. Проте найбільший IMAX екран знаходиться не в ньому, а у Darling Harbour, що в Австралії.

## Історія створення
Систему IMAX було створено Гремом Фергюсоном, Романом Кройтором, Робертом Керром та Уільмом Шоу. Протягом виставки «Експо-67», що проходила у Монреалі, Канада, з їхньою мультипроєкторною системою та велетенським екраном виник цілий ряд технічних перепон, що спонукало їх створити принципово нову однопроєкторну стереоскопічну систему. Вже через 3 роки на «Експо-70», яка проходила в Осаці, Японія, ними був продемонстрований короткий 17-хвилинний фільм «Дитя Тигра». У 1971 був відкритий перший кінотеатр «Кіносфера» в Торонто, який досі діє. На «Експо-74» встановили надвеликий IMAX екран (27,3 x 19,7 м) і протягом 6 місяців понад 5 мільйонів відвідувачів змогли поглянути на IMAX. Він дозволяв повністю закрити поле зору людини, яка дивилась строго прямо. Перший IMAX 3D кінотеатр збудували у Ванкувері на «Експо-86».

## Технічні характеристики

### Плівка

Порівняння 35 мм та 70 мм кіноплівок

Однією з основних ідей було збільшення роздільності картинки через використання більшого носія даних. Цього вдалося досягти використавши 70 мм плівку, яка рухається боком. Вона забезпечує розмір кадру 69,6 мм в ширину та 48,5 мм у висоту, що відповідає роздільності 10000 x 7000 пікселів (70 Мегапікселів), тоді як звичайні 35 мм фільми мають розмір 49,7 мм завширшки та 23 заввишки.

### Проєктор
Під час розробки формату виникло багато технічних ускладнень, так, наприклад, 70 мм системи того часу не дозволяли досягти 586-кратного збільшення, необхідного для відтворення зображення великого формату. Вільям Шоу пристосував запатентовану в Австралії технологію, що називалась «обертова петля» («rolling loop»), додавши «puffer» зі стисненим повітрям та вставив циліндричну лінзу у блок проєктора. Через те, що кіноплівка фактично доторкається до лінзи, вона має висоту вдвічі більшу ніж сам фільм і обладнана пневматичним поршнем, тому може рухатись вгору або вниз навіть під час роботи проєктора. Це необхідно через наявність бруду на самій плівці, який прилипає до лінзи й кіномеханік може змінювати чисту сторону лінзи натиском кнопки. Лінза також обладнана «двірниками», зробленими з фетру або іншого щіткоподібного матеріалу.

### Лампа

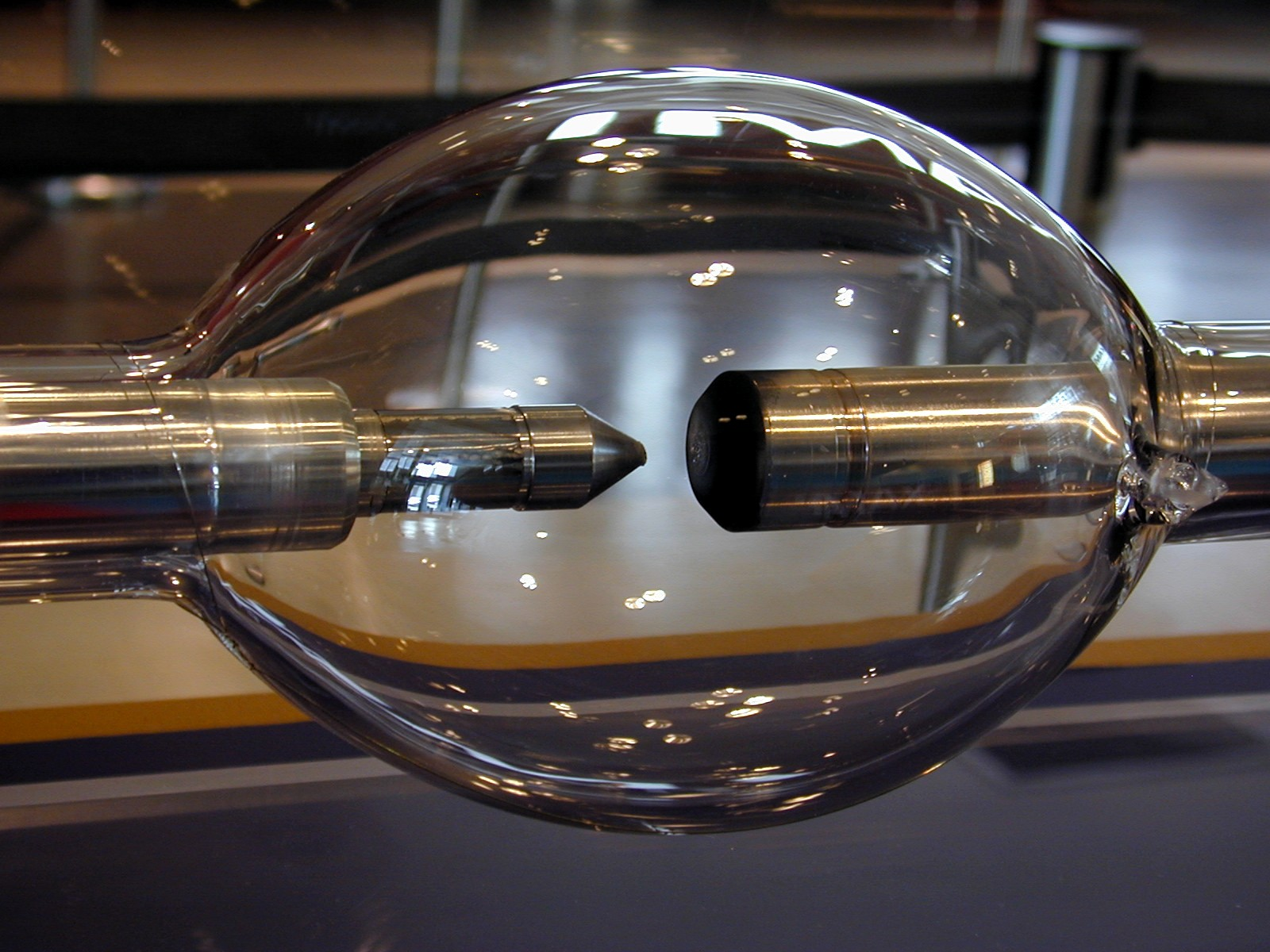
15 кВт Ксенонова лампа

Затвор IMAX проєктора залишається відкритим на 20% довше ніж у звичайних, крім того, джерело світла яскравіше. Електроди 12-18 кВт ксенонової лампи охолоджуються водою. Їх виготовляють з тонкого шару кварцового кристала. Всередині лампи знаходиться газ ксенон під тиском у 25 атмосфер . Через високий тиск від кіномеханіка вимагається вдягати захисний одяг під час перенесення або заміни лампи, адже якщо лампа розіб'ється, то уламки скла можуть спричинити серйозні травми. Сам проєктор важить 1,8 тону, має розміри 178 см у висоту та 195 у довжину.

### Звук
Для того, щоб залучити максимальну площу кадру камери IMAX не записують звукову доріжку на ту ж плівку, а використовують окрему 35 мм плівку, синхронізовану з оригінальним фільмом. На ній міститься 6 звукових доріжок. Для його відтворення в кінотеатрах раніше використовувались компакт-диски. Такий підхід називається DDP (Digital Disc Playback). Йому на зміну прийшла DTAC (Digital Theater Audio Control) система, вона використовує спеціальне програмне забезпечення DTAC. Працює воно аналогічно з DDP, але тепер зчитування відбувається безпосередньо з жорсткого диска, на якому звукові доріжки зберігаються у вигляді єдиного стиснутого без втрат аудіо файлу.

### Кінозал
Кінотеатри IMAX також відрізняються від звичайних кінозалів. Збільшена роздільність дозволяє глядачам знаходитись значно ближче до екрана. Тому зали найчастіше складаються з 8-12 рядів, які нахилені до 23 градусів відносно горизонту.

## IMAX в Україні

### Історія
В Україні перший IMAX кінотеатр з'явився 20 вересня 2008 у Києві (Планета кіно у ТРЦ «Блокбастер»). Кінотеатр відкрито компанією «Тріумф Медіа Груп» за підтримки національного мобільного оператора «Utel». У 2010 році відкрились мегаплекси з IMAX-залом в Одесі та у Львові, у 2012 році в Харкові та у 2013 році в Ялті, 5 грудня 2016 року з'явився перший зал IMAX в Дніпрі. [Архівовано 3 лютого 2018 у Wayback Machine.]

### Планета Кіно
У 2006 році кіномережа Планета Кіно уклала ексклюзивний договір з канадською корпорацією IMAX на 10 років. На цей час існує угода з IMAX, але без ексклюзивних прав на всю Україну.

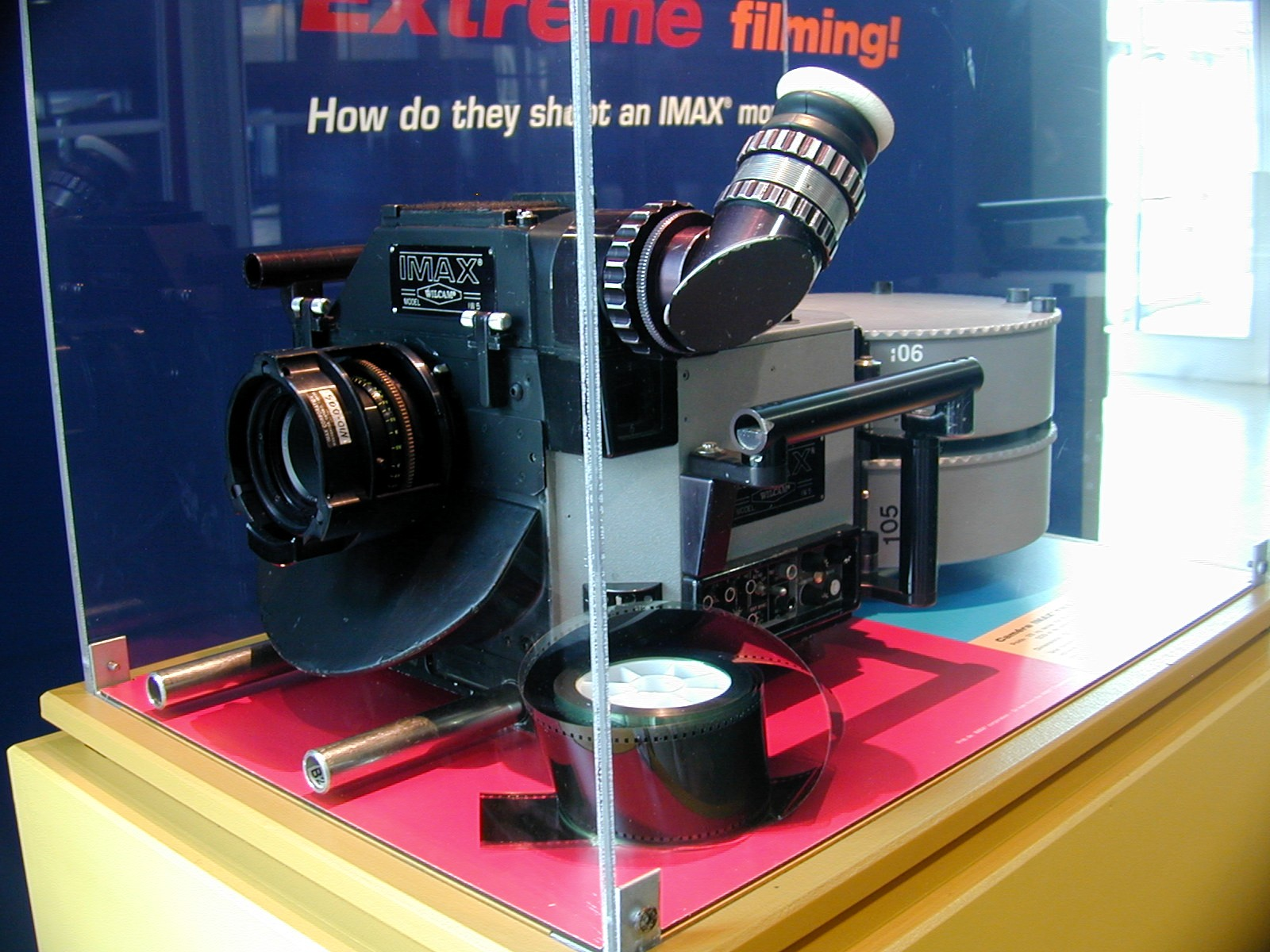
Знімальна камера формату IMAX

Перший IMAX кінотеатр кіномережі "Планета Кіно" відкрився 20 вересня 2008 року у місті Києві. Його відкриття неодноразово переносилось. З вересня 2009 року оригінальні проєктори були замінені на цифрові 2K проєктори Christie. Другий кінотеатр IMAX 3D відкрився 17 червня 2010 року в Одесі у торговельно-розважальному центрі "Riviera Shopping City." Третій кінотеатр IMAX 3D відкрився 16 грудня 2010 року в місті Львові у торговельно-розважальному центрі King Cross Leopolis . Четвертий кінотеатр IMAX 3D у тестовому режимі відкрився 20 грудня 2012 року у Харкові; офіційне відкриття кінотеатру відбулося одночасно з відкриттям торговельно-розважального центру «Французький бульвар» (на початку лютого 2013 року). П'ятий кінотеатр IMAX 3D відкрився 25 травня 2013 року в Ялті у будівлі кінотеатру «Сатурн».

### Multiplex
Завдяки угоді підписаний між IMAX та кіномережею Multiplex у 2016 році, 5 грудня 2016 року з'явився перший зал IMAX кіномережі Multiplex у Дніпрі у кінотеатрі Multiplex Dafi.

### Технологія IMAX with Laser в Україні
24 квітня 2019 року відкрився перший в Україні зал IMAX with Laser. Технологія знаходиться в кінотеатрі Multiplex River Mall. Особливість технології полягає у лазерній проєкції, у розширенні кольорової палітри зображення та посиленні різкості та контрастності, що дозволяє поглибити ефект присутності в сюжетній лінії фільму.